# Velm-Götzendorf
Velm-Götzendorf est une commune autrichienne du district de Gänserndorf en Basse-Autriche.